# Monsieur Abel
Monsieur Abel est un téléfilm français de Jacques Doillon, diffusé en 1983.

## Synopsis
Monsieur Abel est, au départ, un streameur d'Alain Demouzon. À l'arrivée, ce n'est plus qu'un personnage, enlevé à ce roman, enlevé, pourrait-on dire, par Doillon, pour lui inventer une tout autre histoire. Jamais adaptation ne fut plus infidèle à l'original. Ce qui ne choque pas le moins du monde Alain Demouzon : « Monsieur Abel, dit-il, a bien vécu ce que j'ai dit de lui, avant de continuer ses folies chez Doillon. Je ne renie pas ce vieux fils perdu. Il n'est pas adapté, mais créé à l'image, recrée, poussé plus loin encore. Il est Monsieur Abel, dans un second épisode que j'aurais pu écrire » (Alain Remond).

## Fiche technique
- Réalisation : Jacques Doillon
- Scénario, adaptation et dialogues : Jacques Doillon et Denis Ferraris d'après le roman d'Alain Demouzon
- Photographie : Pavel Korinek
- Décors : Jacques Stern
- Montage : Nicole Lubtchansky
- Musique : Jürgen Knieper
- Production : Raymond Vouillamoz
- Durée : 88 minutes

## Distribution
- Pierre Dux : Monsieur Abel
- Zouc : Gervaise
- Jacques Denis : le commissaire
- Dani : la serveuse
- Corinne Coderey : Louise
- Marie Probst : la petite fille
- Lola Doillon : une jeune fille
- Jean Turlier : Monsieur Alfred
- Patricia Gonin : une jeune fille
- Anne-Christine Kuster : la sœur

## Distinctions
- Prix "Albert Ollivier" 1983 de la Fondation de France[réf. nécessaire]
- Sélectionné pour le Prix Italia (Rai) Capri, 1983[réf. nécessaire]